# Дани младице
Дани младице је спортско-туристичка манифестација која се од 1994. године, једном годишње, у јулу у трајању од неколико дана, одржава у Бајиној Башти.
Манифестација се одржава на реци Дрини, у организацији Организације спортских риболоваца „Младица” и СТЦ „Бајина Башта” из Бајине Баште. Такмичење у спортском риболову у категорији лов на младицу, одржава се на делу речног тока дугом 45 km, између Перућца и Бачеваца.
У оквиру манифестације одржавају се трибине посвећене реци Дрини на којима учествују представници риболовачких удружења из Подриња и околине, као и гости из иностранства.